# (20821) Balasridhar
(20821) Balasridhar est un astéroïde de la ceinture principale d'astéroïdes.

## Description
(20821) Balasridhar est un astéroïde de la ceinture principale d'astéroïdes. Il fut découvert le 24 octobre 2000 à Socorro (Nouveau-Mexique) par le projet LINEAR. Il présente une orbite caractérisée par un demi-grand axe de 2,33 UA, une excentricité de 0,14 et une inclinaison de 6,8° par rapport à l'écliptique.

## Compléments